# Союз комуністів Косова
Союз комуністів Косово (сербохорв. Savez komunista Kosova, Савез комуниста Косова, алб. Lidhja Komuniste e Kosovës) — крайова організація Союзу комуністів Югославії, яка з 1944 по 1990 рік керувала автономним краєм Косово.

## Лідери
- Міладін Попович (вересень 1944 — березень 1945)
- Джорджиє Пайкович (березень 1945 — лютий 1956)
- Душан Мугоша (лютий 1956–1965)
- Велі Дєва (1965 — 28 червня 1971)
- Махмут Бакалі (28 червня 1971 — 6 травня 1981)
- Велі Дєва (6 травня 1981 — червень 1982)
- Сінан Хасані (червень 1982 — травень 1983)
- Ілаз Куртеші (травень 1983 — березень 1984)
- Светіслав Долашевич (березень 1984 — травень 1985)
- Колі Широка (травень 1985 — травень 1986)
- Азем Власі (травень 1986–1988)
- Качуша Яшарі (1988 — 17 листопада 1988)
- Ремзі Колгеці (17 листопада 1988 — 27 січня 1989)
- Рахман Моріна (27 січня 1989 — 12 жовтня 1990)